# American Hockey League 1960-1961
La stagione 1960-1961 è stata la 25ª edizione della American Hockey League, la più importante lega minore nordamericana di hockey su ghiaccio. Non venne più disputato l'AHL All-Star Game, e per rivedere questo evento si sarebbe dovuta aspettare la stagione 1994-1995. La stagione vide al via sette formazioni e al termine dei playoff gli Springfield Indians conquistarono la loro seconda Calder Cup sconfiggendo gli Hershey Bears 4-0.

## Stagione regolare

### Classifica
|  | Pos. | Squadra             | Pt | G  | V  | S  | N | GF  | GS  | DR   |
|  | ---- | ------------------- | -- | -- | -- | -- | - | --- | --- | ---- |
|  | 1.   | Springfield Indians | 99 | 72 | 49 | 22 | 1 | 344 | 206 | +138 |
|  | 2.   | Hershey Bears       | 76 | 72 | 36 | 32 | 4 | 218 | 210 | +8   |
|  | 3.   | Cleveland Barons    | 73 | 72 | 36 | 35 | 1 | 231 | 234 | -3   |
|  | 4.   | Buffalo Bisons      | 73 | 72 | 35 | 34 | 3 | 259 | 261 | -2   |
|  | 5.   | Rochester Americans | 68 | 72 | 32 | 36 | 4 | 261 | 244 | +17  |
|  | 6.   | Quebec Aces         | 63 | 72 | 30 | 39 | 3 | 217 | 267 | -50  |
|  | 7.   | Providence Reds     | 52 | 72 | 26 | 46 | 0 | 225 | 333 | -108 |

Legenda:

      Ammesse ai Playoff
Note:

Due punti a vittoria, un punto a pareggio, zero a sconfitta.

### Statistiche
Classifica marcatori
| Giocatore     | Squadra             | PG | Gol | Assist | Punti |
| ------------- | ------------------- | -- | --- | ------ | ----- |
| Bill Sweeney  | Springfield Indians | 70 | 40  | 68     | 108   |
| Phil Maloney  | Buffalo Bisons      | 71 | 37  | 65     | 102   |
| Bruce Cline   | Springfield Indians | 72 | 40  | 52     | 92    |
| Brian Kilrea  | Springfield Indians | 70 | 20  | 67     | 87    |
| Bill McCreary | Springfield Indians | 72 | 33  | 54     | 87    |
| Larry Wilson  | Buffalo Bisons      | 72 | 30  | 54     | 84    |
| Jim Anderson  | Springfield Indians | 72 | 43  | 38     | 81    |
| Dick Gamble   | Buffalo Bisons      | 72 | 40  | 36     | 76    |
| Hank Ciesla   | Rochester Americans | 70 | 30  | 44     | 74    |
| Billy Dea     | Buffalo Bisons      | 72 | 35  | 39     | 74    |
|               |                     |    |     |        |       |

Classifica portieri
| Giocatore     | Squadra             | PG | MGS  |  |
| ------------- | ------------------- | -- | ---- |  |
| Marcel Paille | Springfield Indians | 67 | 2.81 |  |
| Al Millar     | Hershey Bears       | 32 | 2.81 |  |
| Bob Perreault | Hershey Bears       | 41 | 2.83 |  |
| Denis DeJordy | Buffalo Bisons      | 40 | 3.18 |  |
| Ed Chadwick   | Rochester Americans | 71 | 3.32 |  |
|               |                     |    |      |  |

## Playoff
|  | Semifinali | Semifinali          | Semifinali |               |   | Calder Cup          | Calder Cup | Calder Cup |  |
|  |            |                     |            |               |   |                     |            |            |  |
|  | 1          | Springfield Indians | 4          |               |   |                     |            |            |  |
|  | 1          | Springfield Indians | 4          |               |   |                     |            |            |  |
|  | 3          | Cleveland Barons    | 0          |               |   |                     |            |            |  |
|  | 3          | Cleveland Barons    | 0          |               | 1 | Springfield Indians | 4          |            |  |
|  |            |                     |            |               | 1 | Springfield Indians | 4          |            |  |
|  |            |                     | 2          | Hershey Bears | 0 |                     |            |            |  |
|  | 2          | Hershey Bears       | 2          | Hershey Bears | 0 | 4                   |            |            |  |
|  | 2          | Hershey Bears       |            |               |   |                     |            |            |  |
|  | 4          | Buffalo Bisons      | 0          |               |   |                     |            |            |  |

## Premi AHL
- Calder Cup: Springfield Indians
- F. G. "Teddy" Oke Trophy: Springfield Indians
- Dudley "Red" Garrett Memorial Award: Chico Maki (Buffalo Bisons)
- Eddie Shore Award: Bob McCord (Springfield Indians)
- Harry "Hap" Holmes Memorial Award: Marcel Paille (Springfield Indians)
- John B. Sollenberger Trophy: Bill Sweeney (Springfield Indians)
- Les Cunningham Award: Phil Maloney (Buffalo Bisons)

### Vincitori
| Springfield Indians | Portieri: Marcel Paille, George Wood Difensori: Ian Cushenan, Kent Douglas, Ted Harris, Bob McCord, Noel Price Attaccanti: Jim Anderson, Jack Caffery, Bruce Cline, Gerry Foley, Robert Kabel, Brian Kilrea, Bill McCreary, Dennis Olson, Harry Pidhirny, Ken Schinkel, Bill Sweeney Allenatore: Pat Egan |

### AHL All-Star Team
First All-Star Team
- Attaccanti: Dick Gamble • Phil Maloney • Bruce Cline
- Difensori: Bob McCord • Aldo Guidolin
- Portiere: Marcel Paille

Second All-Star Team
- Attaccanti: Jim Anderson • Bill Sweeney • Gerry Ehman
- Difensori: Steve Kraftcheck • Howie Yanosik
- Portiere: Ed Chadwick